# Lina Radke
Karoline ("Lina") Radke, nacida Batschauer - (18 de octubre de 1903 en Karlsruhe, Alemania - f. 14 de febrero de 1983 en la misma ciudad). Atleta alemana que fue la primera campeona olímpica de los 800 metros en los Juegos de Ámsterdam 1928
Lina Radke, cuyo apellido de soltera era Batschauer, empezó compitiendo en pruebas de atletismo a mediados de los años 20, en una época en la que no era nada habitual que las mujeres practicaran este deporte. La opinión mayoritaria, incluso en el ámbito científico, era que las carreras largas suponían demasiado esfuerzo y no eran buenas para la salud de las mujeres. Sin embargo Lina, ayudada por su marido y entrenador Georg Radke, fue una de las pioneras del atletismo femenino, si bien en esa época existían muy pocas competiciones destinadas a mujeres. De hecho no existían campeonatos nacionales, ni tampoco europeos. 
En los Juegos Olímpicos de Ámsterdam 1928 se iban a disputar por primera vez en la historia pruebas de atletismo en categoría femenina, aunque solo en cinco eventos: 100 m, 800 m, relevos 4 x 100 m, salto de altura y lanzamiento de disco. 
Esto había provocado una importante controversia, ya que aunque las mujeres participaban en los Juegos Olímpicos desde hacía bastante tiempo, lo hacían en deportes considerados "menos masculinos", como el tenis o la natación. Los sectores más conservadores, incluyendo al presidente y fundador de los Juegos Olímpicos modernos, el Barón Pierre de Coubertin, se oponían a que las mujeres participaran en pruebas de atletismo. Sin embargo la enfermedad de Coubertain, que abandonó la presidencia del COI en 1925, y los cambios sociales, forzaron a una cierto aperturismo, de manera que el atletismo femenino pasó a formar parte del programa olímpico.
Lina Radke partía como gran favorita en la prueba de 800 metros, ya que apenas un mes antes de los Juegos había batido en Brieg el récord mundial de la especialidad con 2:19,6
Ya en Ámsterdam, el 2 de agosto de 1928, Radke consiguió alzarse con la medalla de oro batiendo además su propio récord mundial, con 2:16,8. La medalla de plata fue para la japonesa Kinue Hitomi (2:17,6) y la de bronce para la sueca Inga Gentzel (2:18,8)
El récord de Radke fue realmente muy meritorio, y no fue batido oficialmente hasta dieciséis años más tarde, en 1944, cuando la sueca Anna Larsson hizo en Estocolmo en tiempo de 2:15,9
Sin embargo tras la carrera estalló la polémica, ya que los sectores más reaccionarios de la prensa aprovecharon algunas imágenes de mujeres extenuadas tras concluir la prueba, para cargar contra la participación de las mujeres en este tipo de eventos. Por ejemplo John Tunis, uno de los periodistas deportivos de mayor prestigio, lo describía así:
"Allí abajo, corrían once desgraciadas mujeres, cinco de las cuales abandonaron antes del final y otras cinco se desmayaron tan pronto cruzaron la meta"
En realidad se trataba de una manipulación, ya que no hubo tantos abandonos ni ningún desmayo, sino simplemente mujeres cansadas después una carrera, igual que lo estaban los hombres en las mismas circunstancias. Sin embargo la mayoría de los medios cargaron contra la carrera, y el COI decidió eliminar del programa olímpico la prueba de 800 metros para mujeres. Solo en 1960 se pudo volver a disputar.
Tras los Juegos, Lina Radke siguió competiendo durante varios años, retirándose definitivamente en 1934, tras participar en los Juegos Mundiales para Mujeres de ese año que tuvieron lugar en Londres.
Falleció en 1983 en Karlsruhe, a la edad de 79 años.